# Cupidon

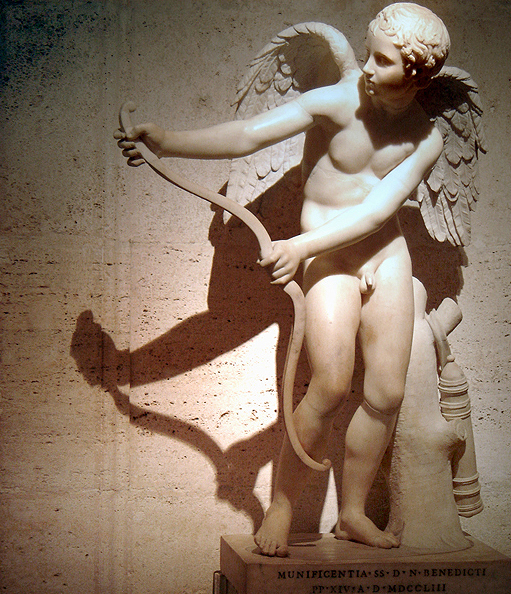
Cupidon, reprezentare clasică

În mitologia clasică, Cupidon (latină Cupido, cu sensul de dorință) este zeul dorinței, al iubirii erotice, al atracției și al afecțiunii. Este adesea prezentat ca fiul zeiței dragostei Venus, fiind cunoscut în latină și ca Amor. Echivalentul său grec este Eros.

## Mitologie
Cupidon îi determina pe oameni să se îndrăgostească, în clipa în care erau străpunși de săgeata lui fermecată. Cupidon s-a îndrăgostit la rândul lui de fecioara Psyche, cu care s-a căsătorit. Venus, geloasă pe frumoasa Psyche, i-a interzis nurorii sale să-l mai vadă vreodată pe Cupidon. Nerespectând această interdicție, a fost pedepsită de Venus să împlinească trei sarcini, ultima dintre acestea provocându-i moartea. Cupidon a readus-o însă la viață, iar zeii, impresionați de iubirea lui pentru Psyche, au făcut-o nemuritoare. 

## Vezi și
- Listă de zei